# Jaantje (cràter)
Jaantje és un cràter d'impacte en el planeta Venus de 7,8 km de diàmetre. Porta el nom d'un antropònim holandès, i el seu nom va ser aprovat per la Unió Astronòmica Internacional el 1997.